# 耆齢
耆齢（きれい、チリン、Qiling、? ‐ 1863年）は、清朝の官僚。字は九峰。
満州正黄旗人。工部の筆帖式（満州語と中国語の翻訳官）出身。1837年に挙人となり、刑部主事、郎中を歴任した。その後、江西省各地の知府を歴任した。1853年、太平天国軍が南昌を攻撃した際には防衛にかけつけた。1855年に吉南贛寧道に昇進し、太平天国軍が義寧を攻撃すると救援にあたった。1856年、江西布政使に昇進し、饒州に駐屯した。働きぶりを曽国藩に評価され、1857年に江西巡撫となった。
当時の江西省の大半は太平天国軍の手に落ち、清朝には南昌・贛州など数郡しか残されていなかった。耆齢は湘軍と協力して太平天国軍にあたり、1859年までに江西省全域を奪回した。
その後、広東巡撫に異動し、侵入してきた太平天国軍の撃退にあたった。1862年、閩浙総督となり、福建省から浙江省に入り、浙江省東部を平定した。1863年、福州将軍に転任したが間もなく死去した。恪慎の諡号が贈られた。